# Stazione meteorologica di Monte Scuro
La stazione meteorologica di Monte Scuro è la stazione meteorologica di riferimento per il servizio meteorologico dell'Aeronautica Militare e per l'Organizzazione Mondiale della Meteorologia, relativa all'area montana di Monte Scuro sulla Sila.

## Caratteristiche
La stazione meteo si trova nell'Italia meridionale, in Calabria, in provincia di Cosenza, sulla Sila, nel comune di Celico a 1.671 metri s.l.m. e alle coordinate geografiche 39°19′46.96″N 16°23′44.62″E.

## Medie climatiche ufficiali

### Dati climatologici 1971-2000
In base alle medie climatiche del periodo 1971-2000, la temperatura media del mese più freddo, febbraio, è di +0,4 °C, mentre quella del mese più caldo, agosto, è di +16,3 °C; mediamente si contano 106 giorni di gelo all'anno e zero giorni con temperatura massima uguale o superiore ai +30 °C. I valori estremi di temperatura registrati nel medesimo trentennio sono i -14,2 °C del dicembre 1991 e i +32,4 °C dell'agosto 2000.
Le precipitazioni medie annue si attestano a 815 mm, mediamente distribuite in 90 giorni di pioggia, con minimo in estate, picco massimo in inverno e massimo secondario in autunno.
L'umidità relativa media annua fa registrare il valore di 77,8 % con minimo di 68 % a luglio e massimi di 85 % a dicembre, a gennaio e a febbraio; mediamente si contano 192 giorni di nebbia all'anno.
Di seguito è riportata la tabella con le medie climatiche e i valori massimi e minimi assoluti registrati nel trantennio 1971-2000 e pubblicati nell'Atlante Climatico d'Italia del Servizio Meteorologico dell'Aeronautica Militare relativo al medesimo trentennio.
| Monte Scuro (1971-2000)         | Mesi         | Mesi         | Mesi         | Mesi        | Mesi        | Mesi        | Mesi        | Mesi        | Mesi        | Mesi        | Mesi        | Mesi         | Stagioni | Stagioni | Stagioni | Stagioni | Anno  |
| Monte Scuro (1971-2000)         | Gen          | Feb          | Mar          | Apr         | Mag         | Giu         | Lug         | Ago         | Set         | Ott         | Nov         | Dic          | Inv      | Pri      | Est      | Aut      | Anno  |
| ------------------------------- | ------------ | ------------ | ------------ | ----------- | ----------- | ----------- | ----------- | ----------- | ----------- | ----------- | ----------- | ------------ | -------- | -------- | -------- | -------- | ----- |
| T. max. media (°C)              | 3,0          | 2,9          | 4,6          | 7,2         | 13,2        | 17,0        | 19,9        | 19,9        | 16,1        | 11,6        | 7,0         | 3,9          | 3,3      | 8,3      | 18,9     | 11,6     | 10,5  |
| T. min. media (°C)              | −1,7         | −2,2         | −0,8         | 1,3         | 6,4         | 9,8         | 12,4        | 12,6        | 9,5         | 6,0         | 2,0         | −0,6         | −1,5     | 2,3      | 11,6     | 5,8      | 4,6   |
| T. max. assoluta (°C)           | 15,0 (1991)  | 14,4 (1989)  | 17,2 (1989)  | 20,8 (1998) | 24,0 (1988) | 28,0 (1987) | 32,0 (2000) | 32,4 (2000) | 26,6 (1975) | 26,4 (2000) | 21,6 (1984) | 17,0 (1987)  | 17,0     | 24,0     | 32,4     | 26,6     | 32,4  |
| T. min. assoluta (°C)           | −12,0 (1999) | −12,6 (1992) | −13,4 (1987) | −9,8 (1995) | −1,6 (1987) | 0,0 (1980)  | 3,8 (1971)  | 2,8 (1976)  | −0,2 (1971) | −4,2 (1972) | −9,6 (1995) | −14,2 (1991) | −14,2    | −13,4    | 0,0      | −9,6     | −14,2 |
| Giorni di calura (Tmax ≥ 30 °C) | 0            | 0            | 0            | 0           | 0           | 0           | 0           | 0           | 0           | 0           | 0           | 0            | 0        | 0        | 0        | 0        | 0     |
| Giorni di gelo (Tmin ≤ 0 °C)    | 22           | 22           | 19           | 13          | 2           | 0           | 0           | 0           | 0           | 2           | 9           | 17           | 61       | 34       | 0        | 11       | 106   |
| Precipitazioni (mm)             | 86,2         | 96,7         | 73,3         | 62,6        | 50,9        | 28,3        | 23,0        | 30,2        | 52,7        | 101,6       | 107,8       | 102,1        | 285,0    | 186,8    | 81,5     | 262,1    | 815,4 |
| Giorni di pioggia               | 10           | 10           | 10           | 9           | 6           | 3           | 3           | 4           | 6           | 9           | 9           | 11           | 31       | 25       | 10       | 24       | 90    |
| Giorni di nebbia                | 23           | 22           | 21           | 17          | 12          | 8           | 6           | 5           | 13          | 19          | 23          | 23           | 68       | 50       | 19       | 55       | 192   |
| Umidità relativa media (%)      | 85           | 85           | 81           | 79          | 75          | 71          | 68          | 69          | 75          | 79          | 82          | 85           | 85       | 78,3     | 69,3     | 78,7     | 77,8  |

### Dati climatologici 1961-1990
In base alla media trentennale di riferimento (1961-1990) per l'Organizzazione Mondiale della Meteorologia, la temperatura media dei mesi più freddi, gennaio e febbraio, si attesta a +0,1 °C; quella del mese più caldo, agosto, è di +15,8 °C. Nel medesimo trentennio, la temperatura minima assoluta ha toccato i -15,0 °C nel gennaio 1966 (media delle minime assolute annue di -10,7 °C), mentre la massima assoluta ha fatto registrare i +30,2 °C nel luglio 1975 (media delle massime assolute annue di +26,9 °C).
La nuvolosità media annua si attesta a 4,4 okta giornalieri, con minimo di 2 okta giornalieri a luglio e massimi di 5,8 okta giornalieri a gennaio e a febbraio.
Le precipitazioni medie annue, superiori agli 800 mm e distribuite mediamente in 92 giorni, con minimo in estate e picco in autunno-inverno; tra dicembre e marzo possono assumere spesso carattere nevoso.
L'umidità relativa media annua fa registrare il valore di 80% con minimo di 71% a luglio e massimo di 86% a febbraio.
| Monte Scuro (1961-1990)     | Mesi         | Mesi         | Mesi         | Mesi        | Mesi        | Mesi        | Mesi        | Mesi        | Mesi        | Mesi        | Mesi        | Mesi         | Stagioni | Stagioni | Stagioni | Stagioni | Anno  |
| Monte Scuro (1961-1990)     | Gen          | Feb          | Mar          | Apr         | Mag         | Giu         | Lug         | Ago         | Set         | Ott         | Nov         | Dic          | Inv      | Pri      | Est      | Aut      | Anno  |
| --------------------------- | ------------ | ------------ | ------------ | ----------- | ----------- | ----------- | ----------- | ----------- | ----------- | ----------- | ----------- | ------------ | -------- | -------- | -------- | -------- | ----- |
| T. max. media (°C)          | 2,2          | 2,3          | 3,9          | 7,3         | 12,7        | 16,1        | 19,2        | 19,3        | 16,0        | 11,3        | 7,3         | 3,6          | 2,7      | 8,0      | 18,2     | 11,5     | 10,1  |
| T. min. media (°C)          | −2,0         | −2,1         | −0,8         | 1,7         | 6,3         | 9,5         | 12,3        | 12,3        | 9,7         | 5,8         | 2,2         | −0,6         | −1,6     | 2,4      | 11,4     | 5,9      | 4,5   |
| T. max. assoluta (°C)       | 14,6 (1962)  | 14,4 (1989)  | 17,2 (1989)  | 19,4 (1971) | 24,0 (1988) | 28,0 (1987) | 30,2 (1975) | 28,8 (1964) | 26,6 (1975) | 25,2 (1981) | 21,6 (1984) | 17,0 (1987)  | 17,0     | 24,0     | 30,2     | 26,6     | 30,2  |
| T. min. assoluta (°C)       | −15,0 (1966) | −14,8 (1969) | −13,4 (1987) | −7,8 (1977) | −4,0 (1970) | −1,4 (1962) | 3,8 (1971)  | 2,8 (1976)  | −1,2 (1964) | −4,2 (1972) | −9,0 (1971) | −12,2 (1970) | −15,0    | −13,4    | −1,4     | −9,0     | −15,0 |
| Nuvolosità (okta al giorno) | 5,8          | 5,8          | 5,5          | 5,1         | 4,3         | 3,2         | 2,0         | 2,2         | 3,3         | 4,5         | 5,0         | 5,5          | 5,7      | 5,0      | 2,5      | 4,3      | 4,4   |
| Precipitazioni (mm)         | 93,2         | 87,4         | 69,8         | 58,1        | 49,5        | 37,1        | 21,4        | 34,3        | 50,6        | 93,6        | 107,5       | 108,0        | 288,6    | 177,4    | 92,8     | 251,7    | 810,5 |
| Giorni di pioggia           | 10           | 11           | 10           | 9           | 6           | 4           | 3           | 4           | 6           | 8           | 9           | 12           | 33       | 25       | 11       | 23       | 92    |
| Umidità relativa media (%)  | 85           | 86           | 84           | 79          | 78          | 77          | 71          | 73          | 76          | 82          | 85          | 84           | 85       | 80,3     | 73,7     | 81       | 80    |

## Valori estremi

### Temperature estreme mensili dal 1951 ad oggi
Nella tabella sottostante sono riportate le temperature massime e minime assolute mensili, stagionali ed annuali dal 1951 ad oggi, con il relativo anno in cui si queste si sono registrate. La massima assoluta del quarantennio esaminato di +32,4 °C risale all'agosto 2000, mentre la minima assoluta di -16,2 °C è stata registrata nel marzo 1952 e nel dicembre 1957.
| Monte Scuro (1951-2023) | Mesi         | Mesi         | Mesi         | Mesi         | Mesi        | Mesi        | Mesi        | Mesi        | Mesi        | Mesi        | Mesi         | Mesi         | Stagioni | Stagioni | Stagioni | Stagioni | Anno  |
| Monte Scuro (1951-2023) | Gen          | Feb          | Mar          | Apr          | Mag         | Giu         | Lug         | Ago         | Set         | Ott         | Nov          | Dic          | Inv      | Pri      | Est      | Aut      | Anno  |
| ----------------------- | ------------ | ------------ | ------------ | ------------ | ----------- | ----------- | ----------- | ----------- | ----------- | ----------- | ------------ | ------------ | -------- | -------- | -------- | -------- | ----- |
| T. max. assoluta (°C)   | 15,0 (1991)  | 17,0 (1958)  | 22,0 (2001)  | 21,4 (2016)  | 27,0 (2015) | 30,0 (1952) | 32,0 (2000) | 32,4 (2000) | 29,6 (1954) | 26,4 (2000) | 21,6 (1984)  | 17,0 (1987)  | 17,0     | 27,0     | 32,4     | 29,6     | 32,4  |
| T. min. assoluta (°C)   | −15,2 (1954) | −14,8 (1969) | −16,2 (1952) | −10,4 (1956) | −5,8 (1957) | −1,4 (1962) | 3,4 (1954)  | 2,8 (1976)  | −1,2 (1964) | −4,2 (1972) | −10,0 (1957) | −16,2 (1957) | −16,2    | −16,2    | −1,4     | −10,0    | −16,2 |